# Alexandre Varenne

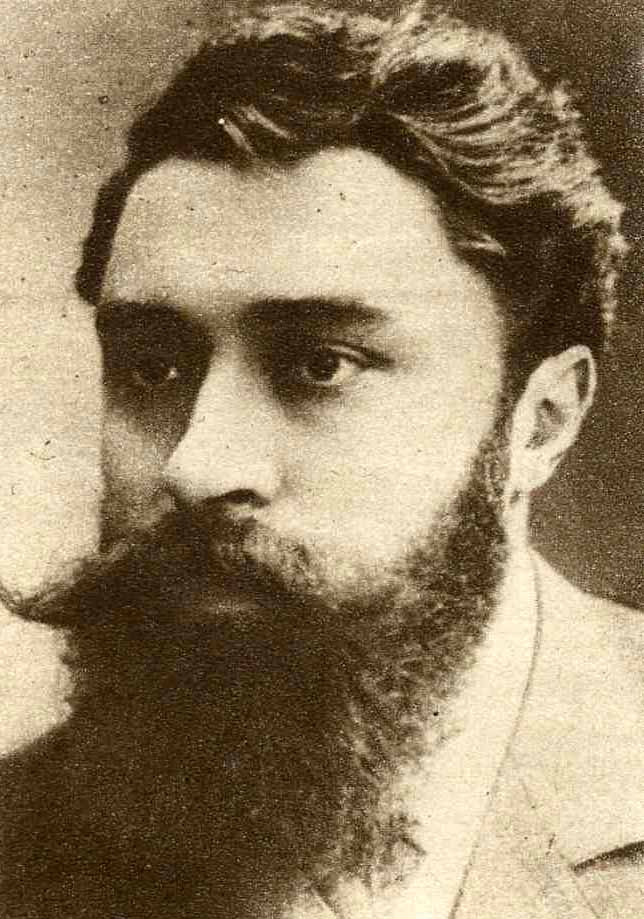
Alexandre Varenne, Portraitphotographie, 1919

Alexandre Varenne (* 3. Oktober 1870 in Clermont-Ferrand; † 16. Februar 1947 in Paris) war ein französischer Politiker und Journalist. Er war langjähriger Abgeordneter der Nationalversammlung und fungierte drei Jahre als Generalgouverneur von Französisch-Indochina, wo er liberale Reformen durchsetzte.

## Herkunft und Werdegang
Varenne wurde in eine Kleinhändlerfamilie in Clermont-Ferrand geboren. Er absolvierte das Lycée Blaise-Pascal in seiner Heimatstadt und begann nach der Schulausbildung als Anwaltsgehilfe zu arbeiten. Danach machte er sich nach Paris auf, um einen Abschluss in Rechtswissenschaften zu machen. Nach Abschluss seines Doktorgrades war er in seiner Heimatstadt als Journalist tätig. 1907 engagierte er sich in der sozialistischen Partei in seiner Heimatregion Puy de Dôme.

## Politische Ämter in Frankreich
Er zog für die sozialistische Partei 1906 erstmals in die Nationalversammlung ein. Von 1914 bis 1936 blieb er dauerhaft im Parlament als Vertreter seiner Heimatregion präsent. 1924 wurde er zum Parlamentsvizepräsidenten gewählt. Während des Ersten Weltkriegs übernahm er 1915 die Leitung des staatlichen Zensurbüros. 1917 übernahm er im Kabinett von Paul Painlevé das Amt des Bildungsministers. Neben seiner politischen Tätigkeit gründete er in seiner Heimatstadt die Zeitung La Montagne.

## Politisches Wirken in Französisch-Indochina
Varenne wurde 1925 auf den Posten des Generalgouverneurs der Kolonie berufen. Er setzte mehrere liberale Reformen durch mit dem Ziel, eine Aussöhnung mit der sich formierenden nationalistischen Bewegung zu erreichen. Er ließ den inhaftierten Nationalistenführer Phan Bội Châu aus der Gefängnishaft frei. Ebenso setzte er Regionalvertretungen der Einheimischen durch und Programme, um durch Kredite die Armut der vietnamesischen Landbevölkerung zu vermindern. Ebenso versuchte er, deren Zugang zum Bildungswesen des Kolonialstaates zu erweitern und Aufsichtsbehörden zu schaffen, welche die Arbeitsbedingungen einheimischer Arbeiter verbessern sollten. Varennes Maßnahmen stießen bei den Kolonisten in Indochina und den Kolonialbeamten auf Widerstand. Er trat 1928 von diesem Amt zurück.
Am Vorabend des Zweiten Weltkriegs setzte sich Varenne für die Unterstützung der Republik China ein, um dem japanischen Expansionsstreben in Indochina entgegenzuwirken.
Während des Vichy-Regimes und der Deutschen Besatzung versuchte Varenne als Verleger von La Montagne, seine Zeitung als kritische Stimme am Leben zu erhalten. Im August 1943 schloss er sie aus Protest gegen die Zensur der Besatzungsbehörden. Sie erschien erst wieder 1944 nach der Landung der Alliierten in der Normandie.